# Stock (Familienname)
Stock ist ein Familienname.

## Namensträger

### A
- Adolf Stock (* 1951), deutscher Journalist
- Albert Stock (1834–1872), deutscher Architekt
- Alec Stock (1917–2001), englischer Fußballspieler
- Alex Stock (1937–2016), deutscher Theologe und Hochschullehrer
- Alexander Stock (* 1962), deutscher Fernsehjournalist
- Alfred Stock (1876–1946), deutscher Chemiker
- Andrea Stock (* 1980), deutsche Curlerin
- Andreas Stock (* 1943), deutscher Künstler
- Anton Stock (Polizist) (1901–1944), österreichischer Polizist
- Anton Stock, eigentlicher Name von Toni Stock (* 1936), deutscher Fechter
- August Stock (1863–1924), deutscher Theologe

### B
- Barbara Stock (* 1956), US-amerikanische Schauspielerin
- Brian Stock (Historiker) (* 1939), kanadischer Historiker und Literaturwissenschaftler
- Brian Stock (Fußballspieler) (* 1981), walisischer Fußballspieler

### C
- Carl Stock (Entomologe) (1865–1940), deutscher Entomologe
- Carl Stock (Künstler) (1876–1945), deutscher Bildhauer, Zeichner, Medailleur und Kunsthandwerker
- Chester Stock (1892–1950), US-amerikanischer Paläontologe
- Christian Stock (Orientalist) (1672–1733), deutscher Philosoph, Orientalist, Lexikograf und Hochschullehrer
- Christian Stock (1884–1967), deutscher Politiker (SPD)
- Christian Stock (Musiker) (* 1956), deutscher Jazzmusiker
- Constant Vanden Stock (1914–2008), belgischer Fußballfunktionär

### D
- Daniel Stock (* 1992), norwegischer Skilangläufer
- David Stock (1939–2015), US-amerikanischer Komponist und Dirigent
- Dennis Stock (1928–2010), US-amerikanischer Fotojournalist
- Dora Stock (1759–1832), deutsche Malerin, Zeichnerin und Kopistin

### E
- Eberhard Stock (* 1933), deutscher Germanist und Sprachwissenschaftler
- Ellen Stock (* 1966), deutsche Politikerin (SPD)
- Else Stock-Hug (1920–2012), deutsche Pianistin
- Ernest Stock (Maler) (Ernest Richard Stock; 1896–1955), britisch-US-amerikanischer Maler
- Ernest Stock (Politikwissenschaftler) (eigentlich Ernst Stock; 1924–2022), deutsch-israelischer Politikwissenschaftler
- Ernst Stock (Fotograf) (1886–1973), deutscher Drogist und Fotograf
- Ernst Stock (Journalist) (* 1933), deutscher Journalist

### F
- Franz Stock (1904–1948), deutscher Priester
- Franz Albert Stock (1834–1872), deutscher Architekt
- Friedrich Stock (Buchhändler) (1870–1913), österreichischer Buchhändler
- Friedrich Stock (Politiker, 1877) (1877–1937), deutscher Pädagoge und Politiker (DtSP, NSFP), MdR
- Friedrich Stock (Politiker, 1913) (1913–1978), deutscher Politiker (FDP/DVP), MdL Baden-Württemberg
- Friedrich A. Stock (1900–1984), deutscher Schachfunktionär
- Friedrich Abraham Stock (1845–1895), Schweizer Mediziner und Politiker
- Friedrich August Stock (1872–1942), deutscher Bratschist, Dirigent und Komponist
- Fritz Stock (1913–nach 1972), deutscher Geologe

### G
- Gabriele Stock-Schmilinsky (1903–1984), deutsche Malerin und Kunstpädagogin
- Gailene Stock (1946–2014), australische Tänzerin und Tanzpädagogin
- Georg Stock (1864–1934), deutscher Generalmajor
- Gerhard Stock (* 1962), deutscher Physiker
- Gregory Stock (* 1949), US-amerikanischer Bioethiker
- Gudrun Stock (* 1995), deutsche Radrennfahrerin
- Günter Stock (* 1944), deutscher Mediziner und Wissenschaftsmanager

### H
- Hanns Stock (1908–1966), deutscher Ägyptologe
- Hans Stock (Schauspieler) (1867–1947), deutscher Schauspieler
- Hans Stock (Theologe) (1904–1991), deutscher Theologe und Religionspädagoge
- Heiko Stock (* 1969), deutscher Koch
- Heinrich Stock (Offizier) (1917–1977), deutscher Offizier
- Heinrich Stock (Politiker) (1930–2007), deutscher Politiker (CDU)
- Herbert Stock (1885–1924), deutscher Opernsänger (Bass/Bariton)
- Hermann Stock (Übersetzer) (1916–1987), deutscher Pfarrer und Übersetzer
- Hermann Adolf von Stock (1809–1871), deutscher Theologe
- Hilde Stock-Sylvester (1914–2006), deutsche Malerin

### J
- James Stock (* 1955), US-amerikanischer Wirtschaftswissenschaftler
- Jean Stock (1893–1965), deutscher Politiker (SPD), Oberbürgermeister von Aschaffenburg
- Jean-Pierre Stock (1900–1950), französischer Ruderer
- Jo Stock (* 1963), deutscher Fußballtorwarttrainer und Schauspieler
- Johann Adolph Stock († 1729), deutscher Verleger
- Johann Christian Stock (1707–1758), deutscher Mediziner
- Johann Friedrich Stock (1800–1866), deutscher Maler
- Johann Michael Stock (1737–1773), deutscher Zeichner und Kupferstecher
- John T. Stock (1911–2005), britischer Chemiker und Chemiehistoriker
- Jonathan Stock (* 1983), deutscher Journalist
- Josef Stock (1934–1942), deutsches Opfer des Nationalsozialismus, siehe Geschwister Stock
- Josef Stock (1938–2025), deutscher Politiker (CDU)
- Joseph Whiting Stock (1815–1855), US-amerikanischer Maler
- Jürgen Stock (Astronom) (1923–2004), deutscher Astronom
- Jürgen Stock (Jurist) (* 1959), Generalsekretär von Interpol

### K
- Karl Stock (Entomologe) (1851–1929), deutscher Entomologe
- Karl Stock (Bibliothekar) (Karl Franz Stock; 1937–2022), österreichischer Bibliothekar und Publizist
- Karl Wolfgang Eugen Stock (1913–1997), deutscher Arzt und Bildhauer, siehe Wolfgang Stock (Bildhauer)
- Kathleen Stock, britische Philosophin
- Klemens Stock (* 1934), deutscher Priester
- Konrad Stock (* 1941), deutscher Theologe

### L
- Lara Stock (* 1992), kroatische Schachspielerin
- Lea-Marie Stock (* 1996), deutsche Kampfsportlerin des Grapplings und Brazilian Jiu-Jitsu
- Leo Francis Stock (1878–1954), US-amerikanischer Historiker
- Leonhard Stock (* 1958), österreichischer Skirennläufer
- Lisa Stock (* 1994), deutsche Volleyballspielerin
- Lothar Stock (1955–2024), deutscher Sozialarbeitswissenschaftler
- Ludwig Stock (Archivar) (1778–1861), deutscher Archivar und Historiker
- Ludwig Stock (Politiker) (um 1790–1843), deutscher Politiker
- Ludwig Stock (Fußballspieler), deutscher Fußballspieler

### M
- Manfred Stock (Gartenbauwissenschaftler) (* 1932), deutscher Gartenbauer und Umweltschützer
- Manfred Stock (Entertainer) (1935–2021), deutscher Entertainer und Rätselautor
- Manfred Stock (Klimaforscher) (* 1949), deutscher Klimaforscher
- Marcus Stock (* 1961), englischer Geistlicher, Bischof von Leeds
- Margarete Stock (1900–1978), deutsche Malerin
- Mark Stock (1951–2014), US-amerikanischer Maler
- Markus Stock (* 1978), deutscher Musiker und Musikproduzent
- Martin Stock (Rechtswissenschaftler) (1933–2022), deutscher Rechtswissenschaftler und Hochschullehrer
- Martin Stock (Biologe) (* 1957), deutscher Biologe und Fotograf
- Martin Stock (Komponist) (* 1961), deutscher Filmkomponist und Musikproduzent
- Martin Stock (Politiker) (* 1980), deutscher Politiker (CSU)
- Martin Abraham Stock (1892–1970), deutscher Überlebender des Holocaust und Fußballfunktionär
- Max Stock (Richter) (1848–1910), deutscher Richter
- Max Stock (Maler) (1948–2023), deutscher Maler und Grafiker
- Michaela Stock (* 1964), österreichische Wirtschaftspädagogin und Hochschullehrerin
- Mike Stock (* 1951), britischer Musiker und Songwriter

### N
- Nigel Stock (Schauspieler) (1919–1986), britischer Schauspieler
- Nigel Stock (Bischof) (* 1950), britischer Geistlicher, Bischof von St. Edmundsbury und Ipswich
- Norbert Stock (1840–1907), österreichischer Kapuziner, Dichter und Historiker

### O
- Oskar Stock (* 1946), deutscher Schriftsteller und Aphoristiker
- Oskar Stock (Architekt) (1906–1988), Schweizer Architekt
- Otmar Stock (1935–2023), deutscher Tischtennisspieler
- Otto Stock (Philosoph) (1867–1903), deutscher Philosoph
- Otto Stock (Zahnmediziner) (1879–??), deutscher Zahnmediziner

### P
- P. J. Stock (Philip Joseph Stock; * 1975), kanadischer Eishockeyspieler und Sportjournalist
- Paul Stock (* 1997), deutscher Fußballspieler
- Peter Stock (* 1940), deutscher Maler
- Pieter van der Stock (1593–um 1660), niederländischer Maler

### R
- Ralph Stock (* 1969), deutscher Game Designer
- Reinhard Stock (* 1938), deutscher Physiker
- Richard Wilhelm Stock, deutscher Biograph und Publizist
- Robert Stock (1858–1912), deutscher Ingenieur, Erfinder und Unternehmer
- Rosel Stock (1937–1942), deutsches Opfer des Nationalsozialismus, siehe Geschwister Stock
- Rudolf Stock (1906–2006), deutscher Philosoph und Schriftsteller
- Ruth Stock-Homburg (* 1972), deutsche Wirtschaftswissenschaftlerin

### S
- Sarah Stock (* 1987), deutsche Schauspielerin
- Sebastian Stock (* 1977), deutscher Curler
- Siegfried Stock (* 1949), deutscher Politiker (SPD)
- Simon Stock (um 1165–1265), englischer Heiliger
- Simon von Stock (1710–1772), österreichischer Theologe
- Simon Stock Palathara (1935–2022), indischer Geistlicher, Bischof von Jagdalpur
- Stephanie Stock, deutsche Gesundheitsökonomin, Ärztin und Hochschullehrerin

### T
- Tamyra Mensah-Stock (* 1992), US-amerikanische Ringerin
- Thomas Stock (Geistlicher) (1750–1803), britischer Geistlicher
- Thomas Stock (Politiker) (Thomas Osborne Stock; 1822–1875), irischer Politiker
- Thomas Stock (Fußballspieler) (* 1992), deutscher Fußballspieler
- Tom Stock, US-amerikanischer Schwimmer
- Toni Stock (Anton Stock), deutscher Fechter

### U
- Ulrich Stock (1896–1974), deutscher Rechtswissenschaftler und Richter
- Ursula Stock (* 1937), deutsche Bildhauerin
- Uwe Stock (* 1947), deutscher Judoka

### V
- Valeska Stock (1887–1966), deutsche Schauspielerin

### W
- Walter Stock (Unternehmer) († 1932), deutscher Spielzeugfabrikant
- Walter Stock (Künstler), deutscher Maler und Keramiker
- Walter Stock (Wirtschaftswissenschaftler) (* 1944), deutscher Wirtschaftswissenschaftler und Hochschullehrer
- Werner Stock (1903–1972), deutscher Schauspieler
- Wilhelm Stock (1905–1993), deutscher Lehrer und Heimatforscher
- Wolfgang Stock (Mediziner, 1874) (1874–1956), deutscher Augenarzt
- Wolfgang Stock (Bildhauer) (1913–1997), deutscher Arzt und Bildhauer
- Wolfgang Stock (Ingenieur) (1929–2005), deutscher Ingenieur und Hochschullehrer
- Wolfgang Stock (Mediziner, 1943) (1943–2012), deutscher Chirurg
- Wolfgang Stock (Manager) (* 1955), deutscher Verlagsmanager und Journalist
- Wolfgang Stock (Journalist) (* 1959), deutscher Journalist, Medienberater und Hochschullehrer
- Wolfgang G. Stock (* 1953), deutscher Informationswissenschaftler
- Wolfgang Jean Stock (* 1948), deutscher Architekt